# Exocentrus irroratus
Exocentrus irroratus är en skalbaggsart som beskrevs av Stefan von Breuning och Teocchi 1976. Exocentrus irroratus ingår i släktet Exocentrus och familjen långhorningar. Inga underarter finns listade i Catalogue of Life.